# Ōmura Masujirō

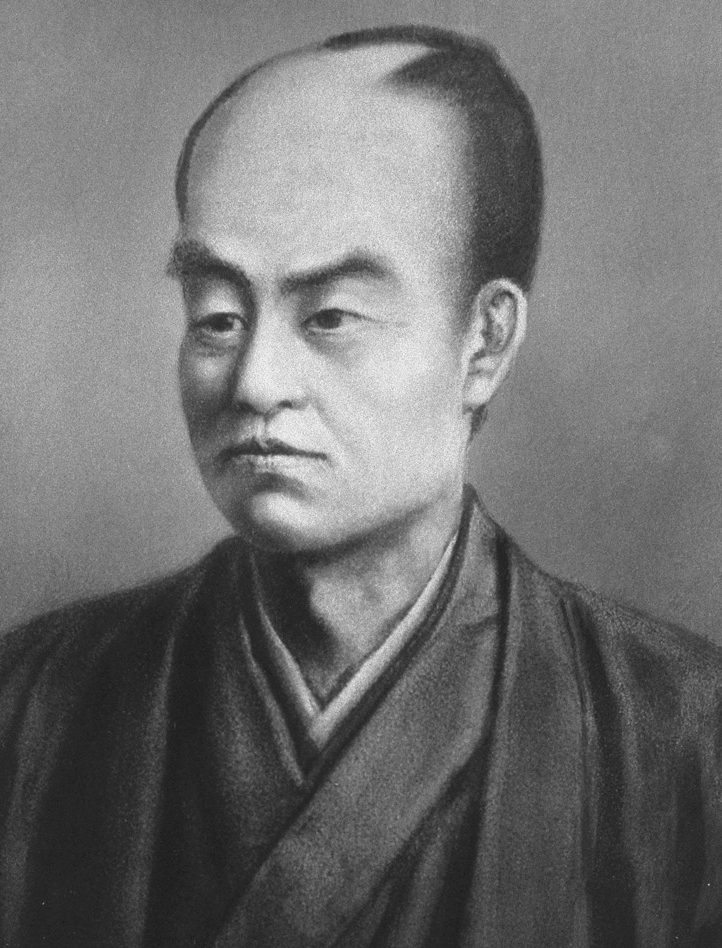
Ōmura Masujirō, Conté-Zeichnung von Edoardo Chiossone

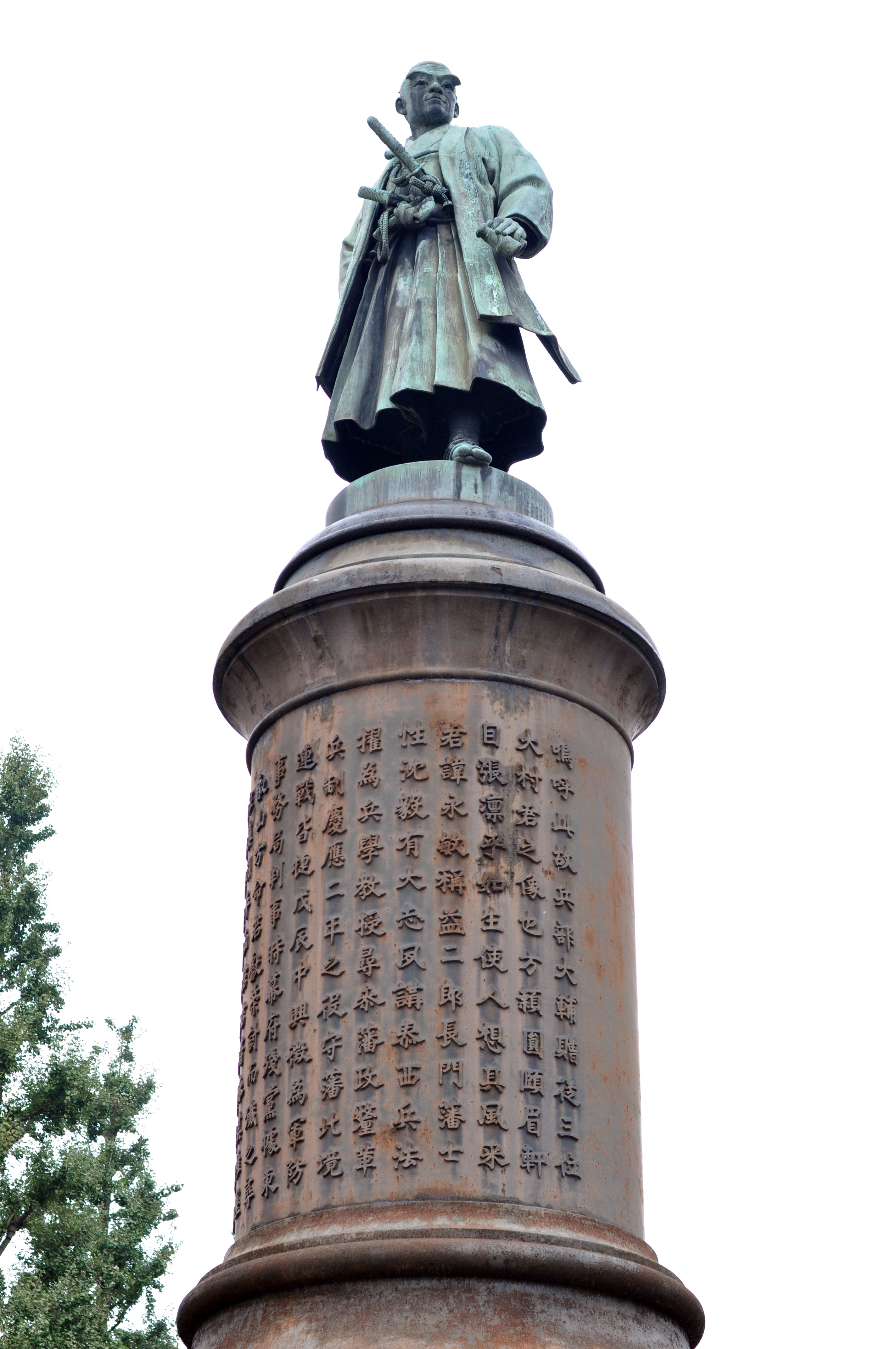
Denkmal vor dem Yasukuni-Schrein

Ōmura Masujirō (jap. 大村 益次郎; * 30. Mai 1824; † 7. Dezember 1869) war ein japanischer Militärführer und Militärexperte, der als Begründer der Kaiserlich Japanischen Armee angesehen wird.
Ōmura stammte aus einem Dorf in der Provinz Suō (heute die Stadt Yamaguchi in der Präfektur Yamaguchi). Bereits frühzeitig interessierte er sich für westliche Studien (Rangaku), und hier besonders für die westliche Medizin. Er wurde durch das Lehen Chōshū zum Studium an der Tekijuku in Ōsaka unter Ogata Kōan, später unter Philipp Franz von Siebold in Nagasaki geschickt.
1853 wurde er vom Lehen Uwajima (der heutigen Präfektur Ehime) als Militärinstrukteur engagiert, ab 1857 lehrte er an der Militärakademie des Shogunates, der Kōbusho in Edo.
Im Jahre 1862 wurde er wieder nach Chōshū zurückgerufen, um an der dortigen Militärakademie zu lehren und ihre Armee zu reformieren. Er erlangte einen Ruf als brillanter Taktiker, als er die Truppen des Tokugawa-Shōgunates, die 1866 gegen Chōshū ausgeschickt worden waren, in die Flucht schlug. Er zeichnete sich weiter in den Feldzügen des Boshin-Krieges gegen den Shōgun aus.
Nach der Meiji-Restauration wurde er Vizeminister für Militärangelegenheiten. Als solcher verursachte er mit einem Vorschlag einer allgemeinen Wehrpflicht eine Kontroverse, da dies das Ende des Standes der Samurai zur Folge hätte.
Im Oktober 1869 wurde er in Kyōto von einer Gruppe unzufriedener Ex-Samurai angegriffen und schwer verletzt. Er starb wenige Wochen später an seinen Verletzungen. Seine Vorschläge zur Schaffung einer modernen Armee westlichen Stils wurden jedoch von seinem Schützling, Yamagata Aritomo, weitergeführt.
Ōmura wird mit einer großen Bronzestatue, der ersten in Japan nach westlicher Art, in der Mitte des Zeremonialweges zum Yasukuni-Schrein in Tokio geehrt.